# Balatonederics
Balatonederics (hongrois : Balatonederics [ˈbɒlɒtonɛdɛrit͡ʃ]) est une localité hongroise située dans le comitat de Veszprém, au bord du lac Balaton.

## Nom et attributs

### Toponymie
Son nom apparaît sous la forme Edelich en 1262, à propos d'un chemin reliant le village à Villa Tumoy, toujours emprunté aujourd'hui. L'origine du toponyme remonte à un nom de personne d'origine probablement slave, conformément à l'usage médiéval de nommer les localités d'après leurs premiers propriétaires ou fondateurs.

## Site et localisation

### Géologie et géomorphologie

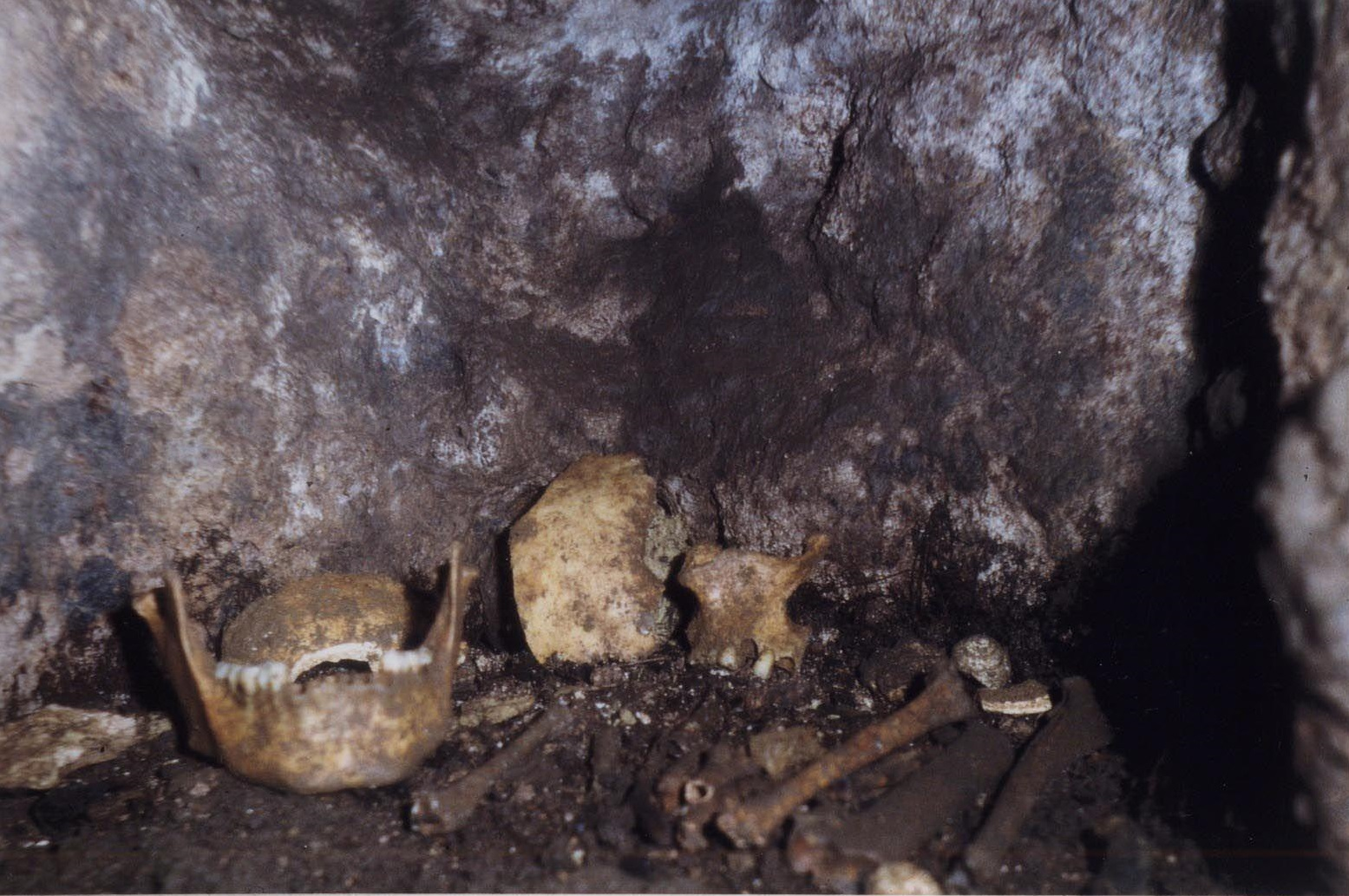
Ossements dans la grotte Döme.

Le territoire communal abrite également quatre grottes placées sous protection stricte : la grottes Csodabogyós, Döme, Jakucs László et Kessler Hubert, toutes reconnues pour leur valeur géologique et spéléologique.

## Histoire
Balatonederics, mentionnée pour la première fois en 1214, appartenait jusqu'en 1950 au comitat de Zala. Au Moyen Âge, le village possédait déjà une église paroissiale et se trouvait sur le site de constructions plus anciennes : les vestiges d'une voie romaine ainsi que d'un édifice antique isolé ont été signalés sur l'éminence actuelle de l'église.
Au XIVe siècle, le village est suffisamment structuré pour qu'une église soit reconstruite sur les hauteurs. En 1470, il est mentionné sous la forme Hederych, puis Ederics au XVIe siècle. Lors de l'occupation ottomane, Balatonederics subit plusieurs attaques : en 1572, il est incendié et temporairement abandonné. Il se repeuple ensuite progressivement : on y recense 14 maisons en 1598, 17 familles paysannes en 1696.

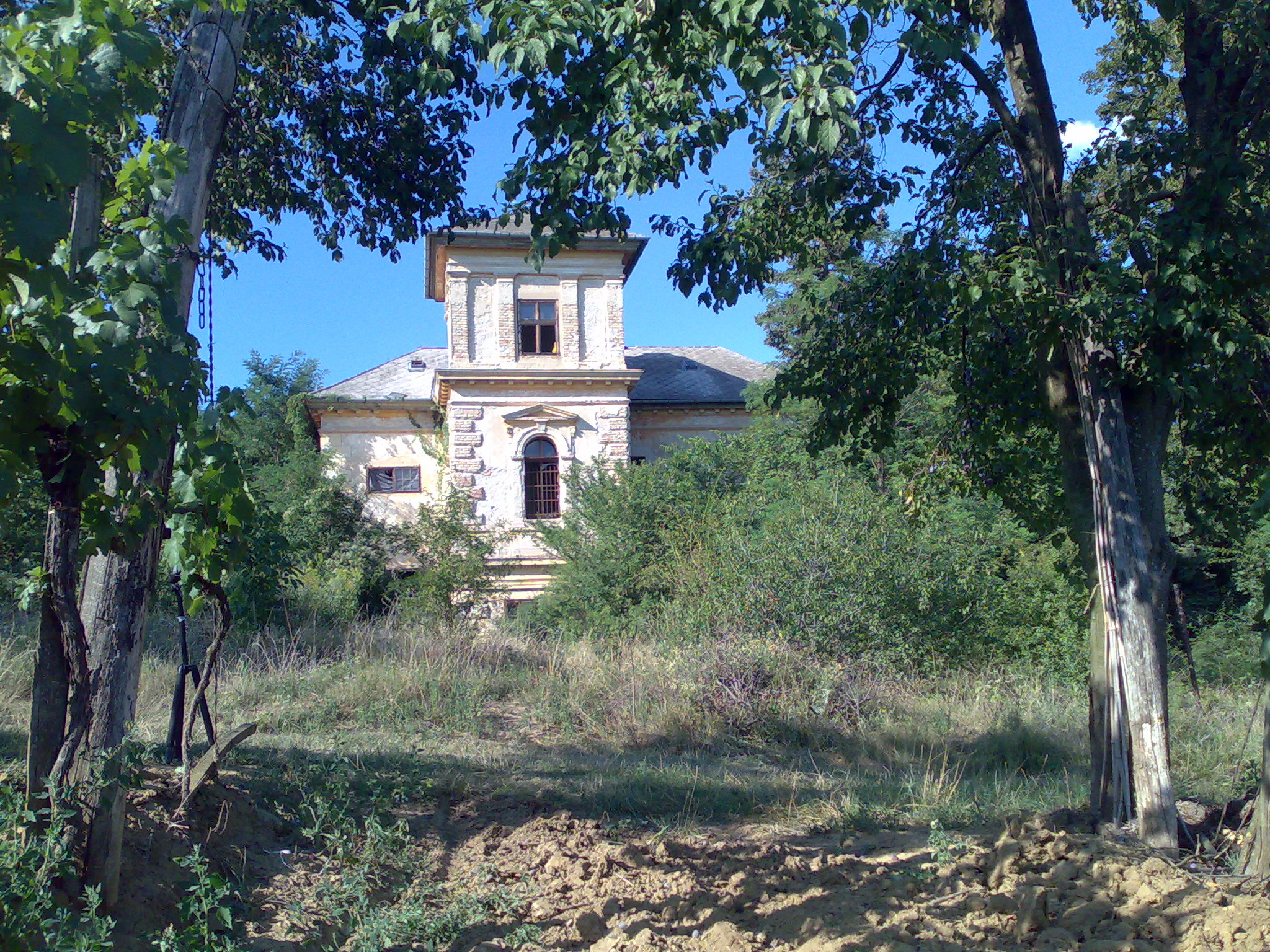
Le château noir (Fekete kastély).

Au XVIIIe siècle, le village prend forme autour d'une rue unique, comme en témoigne la première levée militaire autrichienne de 1780. La population vivait principalement de la viticulture et de la pêche. La crise du phylloxéra, dans les années 1870, provoque un déclin sévère de la production vinicole, notamment sur les coteaux de Becehegy. Des traces de l'insurrection de 1848–1849, comme des billets à l'effigie de Kossuth, ont été retrouvées, et plusieurs habitants prirent part aux événements ou furent contraints à l'exil.
Le XIXe siècle est également marqué par la présence de grandes familles terriennes, comme celle du baron Géza Puteáni, qui transféra sa résidence de Szigliget à Balatonederics après avoir dilapidé son héritage. Au XXe siècle, trois propriétaires se partageaient encore l'essentiel des terres du village. La majorité des habitants, cependant, était pauvre ou possédait de minuscules exploitations.
La commune prend le nom de Balaton Ederics en 1904, bientôt contracté en Balatonederics. Elle est desservie par le chemin de fer depuis 1903 et l'électricité y est introduite en 1937. Le village compte alors 254 maisons. Entre 1927 et 1938, une usine de soufre produisant des insecticides y fonctionne de manière intermittente, dans des conditions sanitaires contestées par la population.
La Seconde Guerre mondiale affecte lourdement la commune. En mars 1945, la retraite allemande provoque l'incendie de 40 maisons. La population se réfugie dans les caves, forêts ou bunkers. Fait singulier, la légation du Japon s'installe temporairement au château noir (Fekete kastély), conçu par Jenő Nedeczky.
Après-guerre, la collectivisation commence avec la création en 1949 de la Coopérative de production Szabadság. Malgré des départs, la coopérative perdure jusqu'en 1989 à Törekpuszta. Les années 1970 marquent une période d'essor : plus de 120 maisons individuelles sont construites, la commune devient siège de conseil intercommunal et centre administratif pour les villages voisins. L'infrastructure s'améliore dans les années 1980–1990 : téléphone, gaz, assainissement, voirie. L'école primaire est agrandie (2000–2002), les équipements de loisirs et de tourisme modernisés (plage, stade, parc). Balatonederics devient une localité attractive du Balaton-Ouest, dotée d'équipements publics variés : école, bibliothèque, centre de santé, poste, mairie, et un musée africain singulier en périphérie.

## Population

### Minorités culturelles et religieuses
Selon le recensement de 2011, 89,6 % des habitants de Balatonederics se déclaraient hongrois, 1,6 % d'origine allemande et 0,2 % d'origine rom (10 % n'ont pas répondu). La somme des pourcentages peut dépasser 100 % en raison des identités multiples autorisées. D'un point de vue religieux, 78 % des habitants se déclaraient catholiques romains, 1,5 % réformés, 0,5 % luthériens, 0,1 % gréco-catholiques et 2,5 % sans appartenance religieuse ; 16,8 % n'ont pas répondu à cette question.
En 2022, 89,2 % de la population se déclarait hongroise, 2,5 % allemande, 0,3 % rom, 0,3 % roumaine, et 0,1 % respectivement polonaise et slovaque. Par ailleurs, 3,2 % relevaient d'une autre nationalité non autochtone et 9,9 % n'ont pas répondu. La répartition religieuse s'est modifiée : 58,4 % des habitants se déclaraient catholiques romains, 2 % réformés, 1 % luthériens, 0,1 % gréco-catholiques, 0,1 % autres chrétiens, 0,8 % autres catholiques, et 6,9 % sans confession. Le taux de non-réponse s'élevait à 30,7 %.

## Équipements

### Vie culturelle

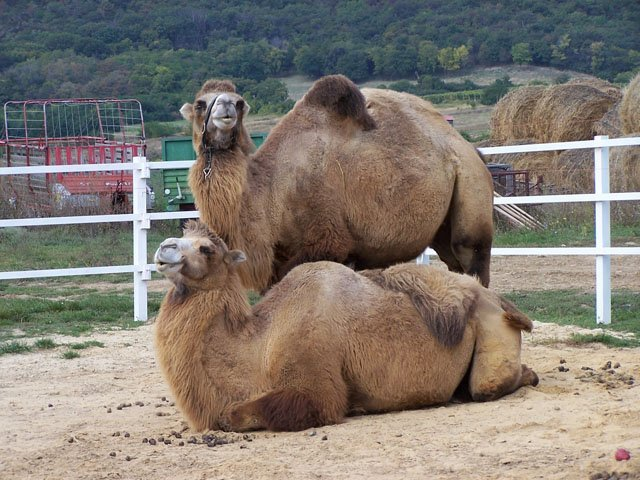
Le musée et zoo africain de Balatonederics.

En périphérie du village, au 11 Kültelek, le long de la route principale 71, se trouve le Musée et parc animalier africain . Ce lieu original expose des collections ethnographiques liées aux cultures africaines, des huttes masaï reconstituées, ainsi qu'un enclos accueillant des animaux exotiques. Il constitue une attraction touristique singulière sur la rive nord du Balaton.

### Réseaux extra-urbains

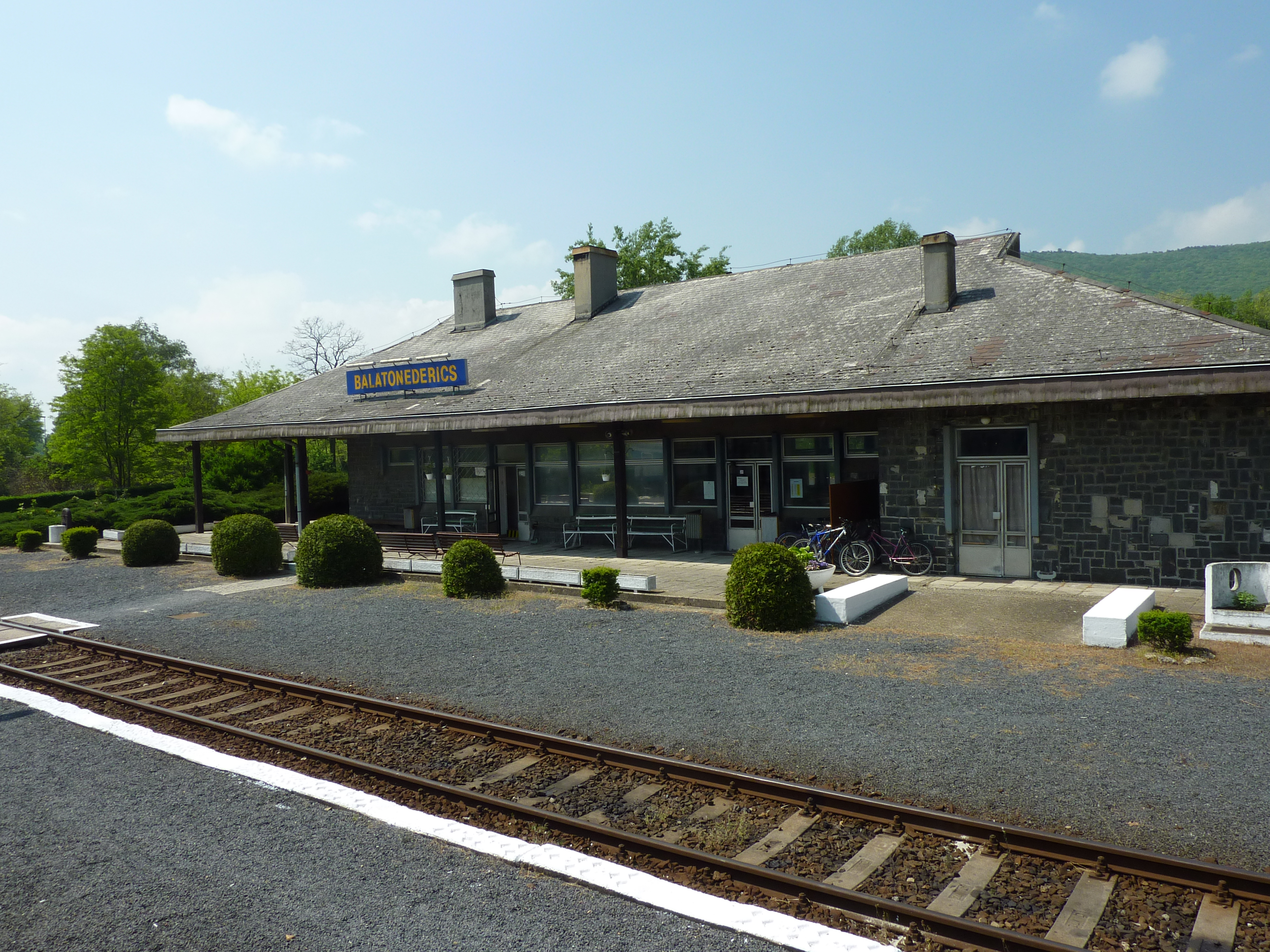
La gare ferroviaire.

Balatonederics se situe sur la rive nord du lac Balaton, à l'extrémité orientale du plateau de Keszthely. Le village se trouve à la jonction de deux axes routiers importants : la route nationale 71, qui longe le Balaton, et la route 84, qui relie le lac à Sopron.
L'artère principale de la commune correspond à la route secondaire 73143, appelée localement rue Lajos Kossuth ou rue Radosi, qui rejoint la route 84 à ses deux extrémités.
Balatonederics est desservie par la ligne ferroviaire Balatonszentgyörgy–Tapolca–Ukk. La gare de Balatonederics est située à la limite est du centre du village, à proximité du carrefour entre les routes 71 et 84. L'accès routier à la gare est assuré par une courte voie secondaire, la route 71339, qui bifurque depuis la route 84.

## Patrimoine local

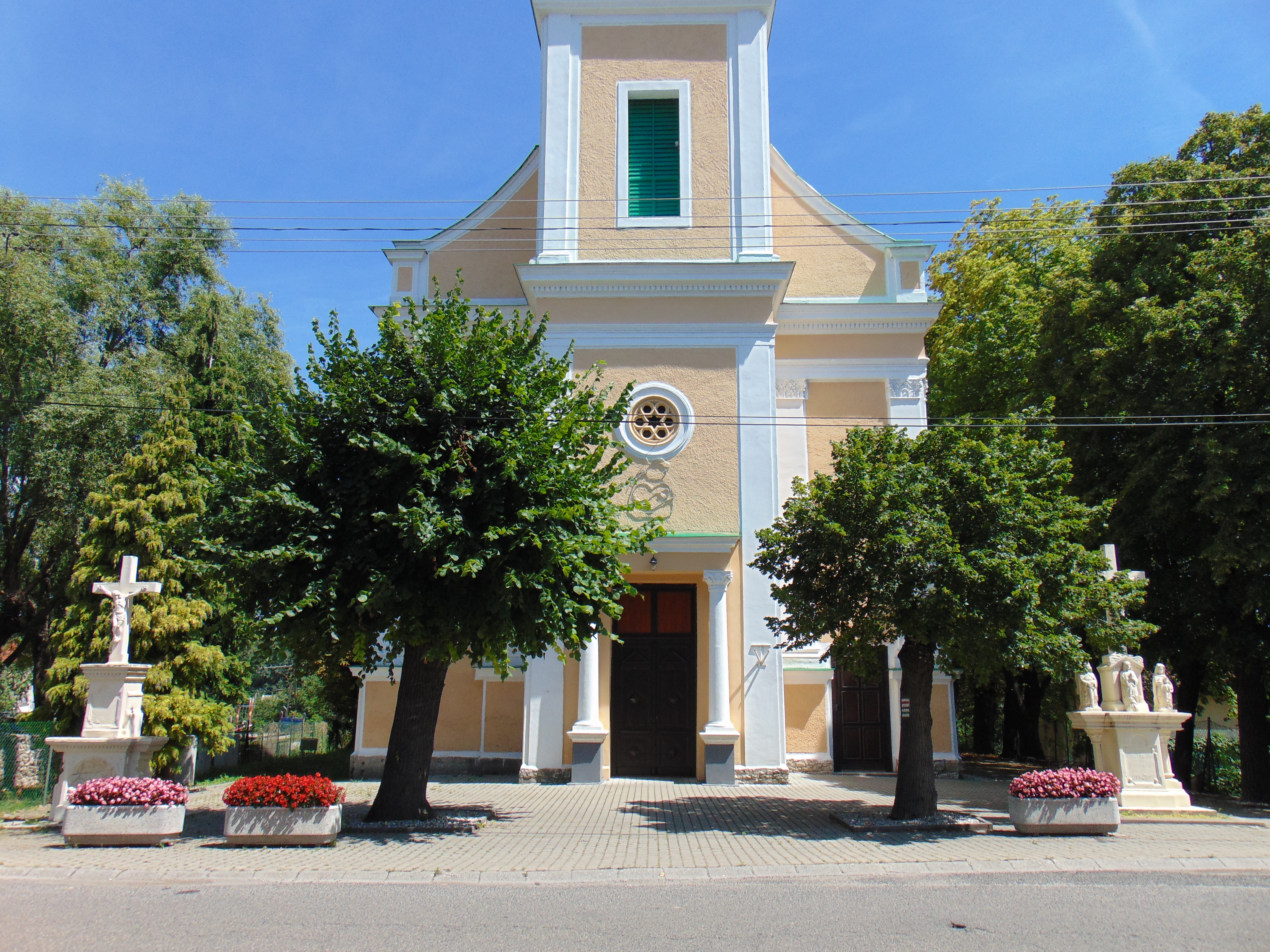
L'entrée de l'église Saint-Jean-Baptiste.

Balatonederics possède un patrimoine naturel, architectural et culturel particulièrement diversifié.

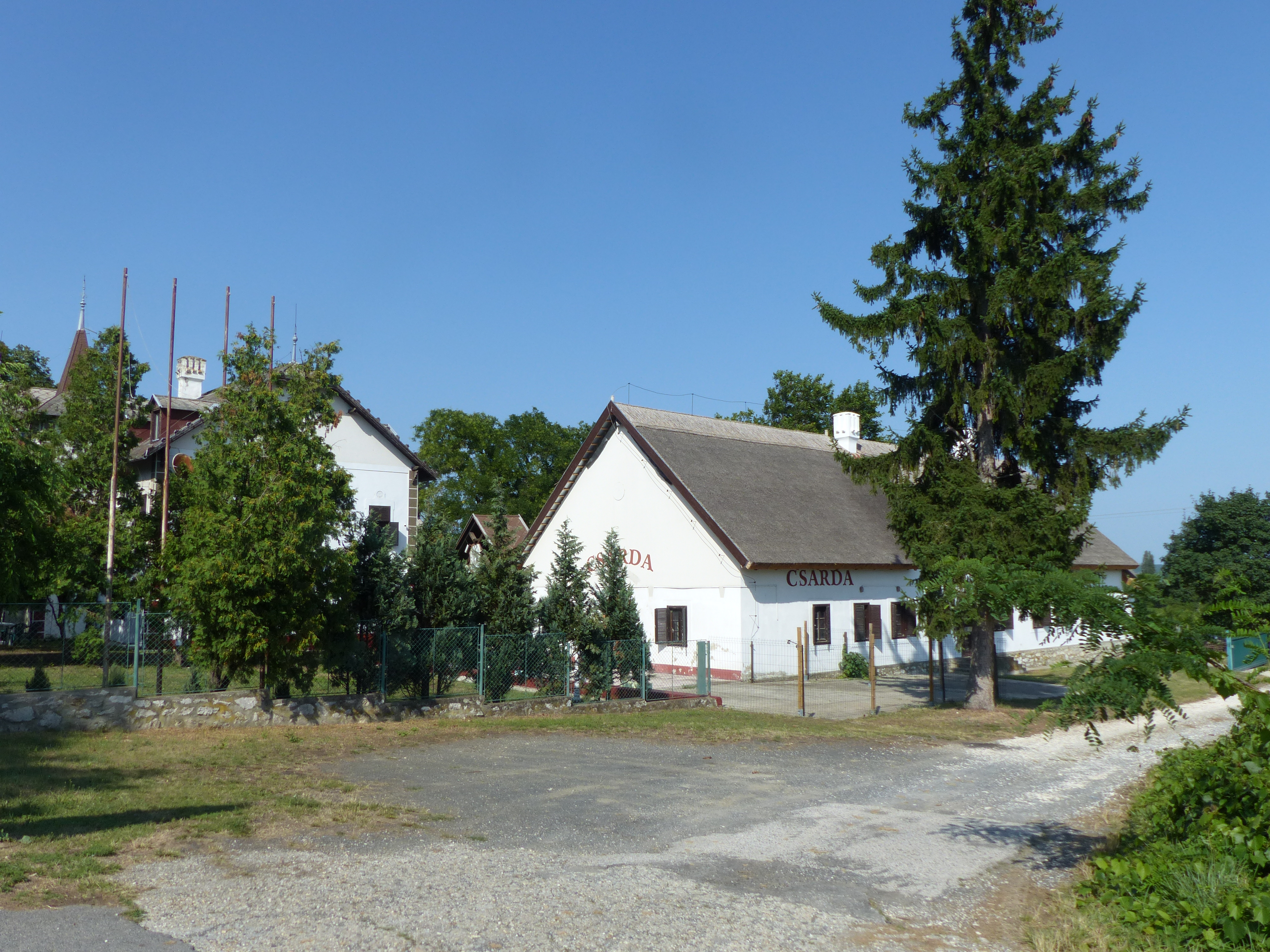
L'auberge Gulyás.

Au centre du village se trouve l'église catholique Saint-Jean-Baptiste, construite en 1895 dans un style éclectique, probablement sur les fondations d'une ancienne église médiévale. Érigée sur une petite hauteur, elle constitue un repère visible et central dans le paysage du bourg.
Sur les collines environnantes, on peut observer de nombreuses maisons de vignerons traditionnelles, caractéristiques de l'architecture populaire du Balaton. Plusieurs caves locales sont aujourd'hui membres de l'association régionale de la route des vins.
Enfin, le mystérieux château noir (Fekete-kastély), construit au XIXe siècle par Jenő Nedeczky, ancien partisan de 1848, fait également partie du patrimoine local. Outre son architecture atypique, il est connu pour avoir brièvement accueilli la légation japonaise à la fin de la Seconde Guerre mondiale.